# Himbas
Os himbas são um grupo étnico de aproximadamente 20.000 a 50.000 pessoas que vivem no norte da Namíbia, na região de Cunene (antes Caocolândia). São povos semi-nômades e pastoris, estreitamente relacionados aos hererós, também falantes da língua herero. São os últimos povos semi-nômades da África. Migraram de Angola para a Namibia há cerca de 200 anos à procura de solos mais férteis. As mulheres não tomam banho, os meninos tem as cabeças raspadas e a meninas tem colares de madeira para representar a pureza, as mulheres fazem artesanato com arames e madeiras e os homens cuidam do rebanho. Os homens himbas podem ter mais de uma esposa.
Foi uma das tribos onde os famosos programas Perdidos na Tribo (versão portuguesa e versão brasileira) foram gravados.

## Religião

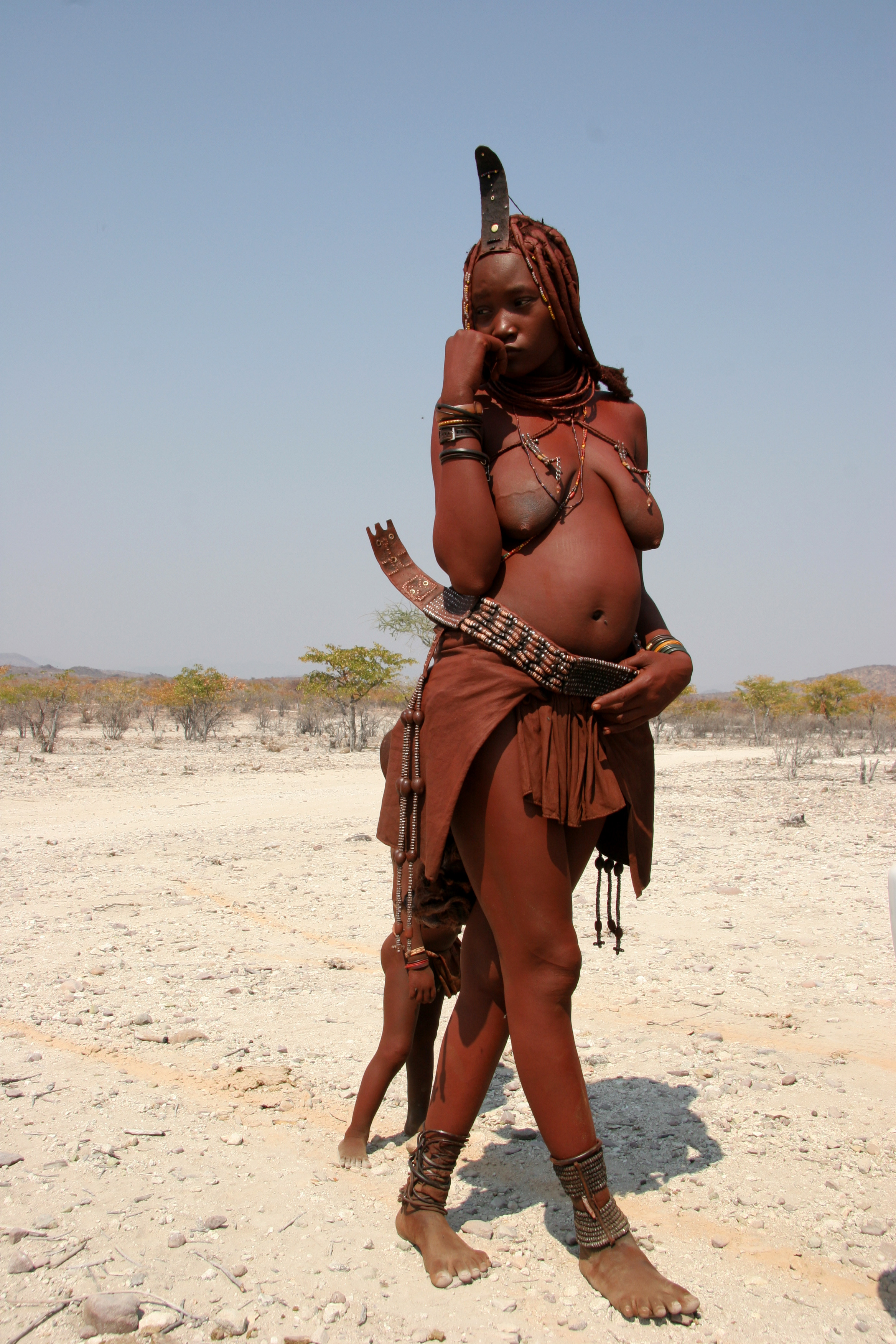
Uma jovem himba na Namíbia acompanhada de uma criança.

Os himbas são um povo monoteísta que adoram o deus Mucuru. Cada família tem seu próprio fogo ancestral, que é mantido pelo fogo mantendor. Este se aproxima do fogo ancestral a cada sete ou oito dias, a fim de se comunicar com Mucuru e os ancestrais. Muitas vezes, quando Mucuru está ocupado num reino distante, os ancestrais atuam como representantes dele. No entanto, a diferença entre Mucuru e os ancestrais é que, enquanto Mucuru apenas abençoa e nunca amaldiçoa, os antepassados fazem as duas coisas.